# 穴山氏
穴山氏（あなやまし）は、武田氏一族で甲斐国の国人領主。家紋は三つ花菱。戦国時代末期まで甲斐南部の河内地方（現在の西八代郡と南巨摩郡の一帯）を領して甲斐国内で領域権力を及ぼした勢力の一つ。婚姻や養子縁組で代々武田宗家と姻戚関係を結んで甲斐武田勢の重臣となり、甲州征伐で宗家が滅亡した後はその名跡を継承して武田氏を名乗った。

## 来歴

### 穴山氏の成立
諸系図によれば、穴山氏は南北朝時代の甲斐守護・武田信武の子である義武（修理大夫）を初代とする。義武は巨摩郡逸見郡穴山（山梨県韮崎市穴山町）を本貫とし、穴山姓を称したという。巨摩郡穴山は甲府盆地の北西端に位置し、七里岩と呼称される台地上に立地する。
義武は父の信武とともに北朝方の足利尊氏に従い戦ったと言われ、『太平記』では延文4年/正平14年（1359年）10月8日に畠山道誓禅門の上洛に随行した人物のなかに、義武の兄にあたる武田信成とともに「同信濃守」として登場する。
諸系図ではいずれも義武を穴山氏の祖としているが、平山優は諸系図を除けば義武が穴山姓を興した記録は見られないことから、義武以前に在地豪族の穴山氏が存在していており、甲斐守護・武田信武が在地の穴山氏に義武を養子として当主に据えたと推定している。
また、守護・武田信武が義武を穴山氏の養子に送り込む背景として、佐藤八郎は甲斐北西部に勢力を持っており武田氏と敵対していた逸見氏に対抗する意図があったとしている。

### 穴山氏の河内進出
義武には実子がなく、守護・武田信春の子である信元（満春）が義武の養子となり穴山氏を継承したという。義武の活動が見られるのが延文期であるのに対し、満春の活動期は応永年間であるため、両者の間には開きがあるものの、義武が長命でなおかつ満春の生年が応永以前である場合には整合性が取れることが指摘される。
明徳4年（1392年）には南北朝合一が行われ、河内地方を領していた南朝方の南部氏が陸奥国に移住し、河内領は穴山氏に与えられたという。
応永23年（1416年）には関東で上杉禅秀の乱が発生すると、甲斐守護・武田信満は禅秀方に属し、鎌倉公方足利持氏によって討伐され、応永24年2月6日に天目山において滅亡する。
『一蓮寺過去帳』には「応永廿四年五月廿五日 由阿弥陀仏 修理大夫満春 号穴山」と記されることから、これを穴山満春の命日と理解して満春は信満とともに滅亡したと考えられていた。一方、佐藤八郎は武田家諸系図に満春が嫡子・信重とともに禅秀の乱に加担せず、高野山において出家していており、『一蓮寺過去帳』の記載は信本の逆修供養の日付であると指摘した。
『鎌倉大草紙』によれば、信満の滅亡後に守護不在状態となっていた甲斐では、足利持氏の支援を得た国人の逸見有直が勢力を持ち、足利持氏は有直の甲斐守護補任を推進した。これに対して室町幕府では、将軍足利義持が満春を還俗させ武田信元と改名させ、甲斐守護・武田氏を継承させた。
信元は甲斐へ帰国すると、信濃守護・小笠原政康や信満の子信長の後援を受けて逸見氏に対抗した。さらに、信元は河内領にあたる下山・南部の奪還を試みている。
信元には実子の彦次郎がいたが早世しており、信元は武田信長を養子に迎えることを望むが、室町幕府では上杉禅秀の乱に加担した信長を後継とすることに難色を示し、信長の子・伊豆千代丸を信元の養子にすることを了承している。
三宝院満済『満済准后日記』応永24年（1417年）条や応永15年（1418年）足利義持御内書では信元の存命が確認されるが、応永28年（1421年）に室町幕府では信元の後任に信満の子に信重を据える動きを開始しており、この間に信元は死去したと考えられている。
穴山氏は信元が甲斐を離れた時期から当主不在であったと見られ、その間隙を衝いて在地の穴山一族が台頭し、鎌倉公方や逸見氏と協調していたと考えられている。信重帰国後は、信重の子信介（のぶすけ）が継承する。信介は信重の後援を受け下山・南部方面に攻勢を加えていたと見られるが、信重に先立ち宝徳2年（1450年）に死去している。
『甲斐国志』に拠れば、信重は宝徳3年（1450年）11月24日に小山城主の穴山伊豆守に襲われて戦死したという。穴山伊豆守は信元の次男とされ、当時勘気を受けて追放されていたため、信介が養子として穴山家を継ぐに至ったが、これを恨んだ伊豆守が信重を殺害したのだという。

### 武田氏による甲斐統一と穴山氏
戦国時代には武田氏において守護・武田信昌の子である信縄・油川信恵間で内訌が発生する。穴山氏の当主・穴山信懸の頃には駿河国の今川氏に帰属していたと考えられている。明応7年（1498年）に信縄・信恵間には和睦が成立するが、永正4年（1507年）2月14日に信縄が死去すると信縄の子・信直（後に「信虎」と改名、以下「信虎」で統一）が家督を継承し、信虎と信恵間の抗争が開始される。信虎は永正5年（1508年）に信恵一派を滅ぼし、武田宗家の統一を達成する。
その後、信虎と甲斐国衆との抗争が起こる。穴山氏の家中においても武田氏への従属を巡り内訌が発生していたと考えられており、『勝山記』によれば、永正10年（1513年）5月27日には当主である穴山信懸が子息の清五郎により殺害される事件が発生する。信懸は信虎の本拠である川田館（甲府市川田町）の近在に居住していることから、駿河の今川氏親や相模国の伊勢宗瑞（北条早雲）と関係を持ちつつ、信虎とも友好的関係を築いた両属的立場であったと考えられている。
信懸の死後、当主となった信風（信綱）は今川氏に接近し、河内領に接する西郡の大井信達・信業とともに今川方に帰属した。永正18年/大永元年（1521年）2月27日には今川方の福島正成が駿州往還（河内路）を甲斐へ侵攻する福島乱入事件が発生する。福島勢は同年8月に武田勢と抗戦しているが、空白期間があることから、この間に信風は今川方に帰属していたと考えられている。
これに対して、信虎は同年8月下旬に河内へ出兵し、駿河にいた信風の子・信友と見られる「武田八郎」の甲斐帰国を許している。これにより、穴山氏は武田方に降伏していたと考えられている。福島勢は大井氏の城である富田城（南アルプス市戸田）から甲府へ侵攻するが、武田方は同年10月16日に飯田河原の戦い（甲府市飯田町）・11月23日に上条河原の戦い（甲斐市島上条一帯）で福島勢を撃破し、甲斐から駆逐した。
享禄4年（1531年）には信虎と敵対した栗原兵庫・今井信元・飯富虎昌ら国衆が甲府を退去して信虎に抵抗し、信濃諏訪郡の諏訪頼満や大井信業らの支援を得た。国衆勢は4月12日に河原辺合戦（韮崎市）において敗退し、信虎に臣従する。信風の動向は不明であるが、没年が同年であるため、反国衆勢に加わっていた可能性が考えられている。
信友が当主となった頃も武田・今川間では抗争が続いたが、信虎の時代には天文5年3月10日に今川氏で当主の今川氏輝とその弟・彦五郎が死去することにより家督を巡る花倉の乱が発生し、信虎は氏輝の弟である善徳寺承芳（今川義元）を支援する。今川義元が当主となると武田・今川間の甲駿同盟が成立する。
こうして信虎による甲斐国内が統一されると、信友は武田宗家に従属する。信友は信虎の娘・南松院殿を正室に迎えて武田宗家との関係を強化し、居館を駿河に近い南部（南部町南部）から下山（身延町下山）に移転し、下山館を中心とした城下町を整備した。

### 戦国期の穴山氏
なお、穴山氏の河内領における領域支配は信友期から発給文書が見られ、穴山氏が自立的な国衆として支配を行っている一方で、武田氏の従属下にある点も指摘されている。一方で、信友・信君期には武田家中に属しつつも駿河今川氏とは独自の外交関係を結び、甲相駿三国同盟の一環である甲駿同盟に際した武田・今川間の婚姻などを仲介しており、今川家から所領も得ている。
戦国時代の甲斐の統一、領国拡大期にあたる信虎、晴信（信玄）、勝頼の頃には信友、信君・勝千代と相次いで武田氏と婚姻を結んだ当主が出現し、発給文書の数も最大となり河内地方の支配も盛期を迎える。武田家の庶家の多くが他姓を称しているのに対し、穴山氏は武田姓を称することが許されている。
信君は信玄・勝頼期に御一門衆筆頭の立場にあり、永禄12年からの駿河今川領国への侵攻（駿河侵攻）においては庵原郡興津領を預けられ、勝頼期の天正3年の江尻城代山県昌景の死後には江尻領を支配した。

### 武田氏の滅亡と穴山氏
天正10年（1582年）3月には織田信長・徳川家康連合軍の武田領侵攻（甲州征伐）を前に、穴山信君は家康を通じて織田方へ内通し、甲斐河内領・江尻領安堵と武田宗家相続の確約を得た。織田・徳川勢の侵攻に対して勝頼は新府城を放棄して小山田信茂の郡内領へ向かう途中、3月11日に田野において滅亡した。信君は3月4日に家康と対面すると徳川勢を江尻城へ入城させ、3月8日には徳川勢は信君を案内役に甲斐へ侵攻する。信君は甲府の甲斐善光寺において信長嫡男・織田信忠と対面すると、3月20日には信濃国諏訪へ到着した信長に出仕し、甲斐河内領を安堵される。信長が甲斐において戦後処理を終えて帰国すると、信君も家康とともに返礼に上方を訪れていたが、6月2日には信長が家臣・明智光秀によって討たれる本能寺の変が発生する。信君は家康とともに京都・奈良を見物していたが、信長の横死を知ると上方を脱出し、家康と別れた信君は宇治田原において一揆の襲撃を受けて落命した。
本能寺の変・信君の死により甲斐・信濃の武田遺領は無主状態となり、越後上杉氏や相模後北条氏、三河徳川氏の間で遺領を巡る天正壬午の乱が発生する。甲斐には後北条氏が侵攻し、河内領には信君の嫡男・勝千代がおり、家康は6月5日に三河岡崎城に帰還すると、直ちに武田遺臣の岡部正綱に河内領の保全を命じている。勝千代は家康の庇護下で幼年当主として河内領・江尻領支配を認められる。武田氏滅亡直後の穴山氏は織田氏従属の国衆として徳川氏に与力する位置づけであったが、本能寺の変と信君の死によって徳川氏従属の国衆へと位置づけを変えることになった。
天正壬午の乱では家康は7月9日に甲府へ着陣すると、本陣を新府城へ移して甲斐北西部の七里岩に布陣して後北条勢と対峙した。10月29日には徳川・北条同盟が成立し、後北条勢は甲斐から撤兵し、天正壬午の乱は集結した。
一方、信長死後の織田政権では、天正壬午の乱の最中である天正10年6月13日の山崎の戦いにおいて明智光秀が織田家家臣・羽柴秀吉（豊臣秀吉）により討たれる。6月27日には織田家の後継者を巡る清洲会議において、秀吉により擁立された織田信忠の嫡男・三法師（織田秀信）が後継者に定められた。その後、秀吉は天正11年（1583年）4月の賤ヶ岳の戦いにおいて柴田勝家を破り台頭すると、家康は信長の次男・織田信雄と結び秀吉と敵対した。
家康は天正12年（1584年）3月に小牧・長久手の戦いにおいて秀吉勢と戦っているが、穴山衆はこのときにも徳川方として従軍している。同年11月11日には秀吉との和睦が成立する。また、翌天正13年（1584年）8月に、家康は信濃において自立した武田遺臣真田昌幸を攻めるが、この時にも大久保忠世に付属された穴山衆が従軍している。同年閏8月から12月には信濃上田城を巡る第一次上田合戦において徳川方は敗退し、撤退する。

### 穴山氏の再興と断絶
穴山氏の当主であった勝千代は天正15年（1587年）に6月に元服するが、その直後の6月7日には突如として天然痘に罹患し、病没したとされる。これにより穴山武田家は断絶した。徳川家康は武田家にゆかりのある於都摩の方（下山殿）を生母とする五男・万千代に武田氏の名跡を継がせる。
於都摩の方は武田家臣・秋山虎康の娘で、穴山信君が自身の養女として家康に侍女として進上させた女性であったという。於都摩の方は家康の側室として浜松城で天正11年（1583年）9月13日に万千代を出産し、家康の三女・振姫も出産している。於都摩の方は天正19年（1591年）10月6日に病没し、『甲斐国志』によれば万千代は信君の室である見性院が養育した。
万千代は元服すると穴山氏の遺臣（穴山衆）を家臣とし、武田家を再興、武田七郎信義を名乗った。ただし、河内領と穴山衆の支配は家康の直轄であったと考えられている。天正14年（1586年）に家康が駿府城に居城を移した関係で江尻領は徳川氏の領域に編入されたとみられている。
豊臣政権に臣従した家康が小田原合戦後の天正18年（1590年）に関東へ移封されると、信義も河内領を離れて下総国小金領三万石の領主となり、小金城（千葉県松戸市）へ入城する（この頃、信義より信吉に改名）。いずれにせよ小金領の支配も河内領と同様に家康の直属下に行われ、信吉自身は江戸詰めで在国せず、家康は信吉家臣の支配を穴山衆の万沢・帯金両氏に担わせた。文禄元年（1592年）には下総国佐倉城（千葉県佐倉市）主となる。慶長5年（1600年）の関ヶ原の戦いにより、家康は河内領を含む甲斐一国を再び支配する。
慶長7年（1602年）11月には常陸国水戸藩主となっているが、翌慶長8年9月に信吉は湿瘡（しっそう、皮膚病）により死去する。信吉には正室木下氏がいたが実子がいなかったため、穴山武田家は再び断絶する。

### 信吉没後の穴山衆の動向
穴山衆は信吉の移封に伴い関東に移り、有泉・万沢・帯金・川方・馬場の家老衆を中心に、葦沢・佐野氏らが加わり穴山家中を取り仕切っていた。信吉の死後は有泉大学助・万沢君基（主税助）・帯金君松（形部助）・川方永養（織部）・馬場忠時（八左衛門）ら家老衆と、勘定方の葦沢伊賀守・佐野兵左衛門尉ら反家老派の対立が生じた。家老衆と反家老派の対立は常陸国山県村の年貢収納を巡り顕在化し、慶長8年（1603年）12月に家康は家老衆の万沢・帯金・川方・馬場氏と反家老派の葦沢・佐野氏を江戸へ呼び寄せ、自身の目の前で両派を対決させた。家康側近の本多正信・大久保長安らは水戸の事情を把握し、反家老衆に肩入れしていたと考えられており、慶長9年正月に家老衆の四名は改易処分となる。
家老衆の馬場忠時は小田原城主の大久保忠隣に預けられるが、忠隣は本多正信・正純親子と敵対し、慶長18年（1613年）に謀反の疑いで改易を受ける。また、これに伴い大久保長安事件が発生している。同年12月3日に家康が江戸から駿府への帰還する途中の相模国中原で、浪人であった馬場八左衛門が家康に忠隣を訴え、家康は江戸へ戻り忠隣を改易させたという。
同年12月8日に家康は穴山衆の再編を行い、佐野兵左衛門・葦沢伊賀守・川北長左衛門ら33名を水戸へ残し、慶長8年11月に家康の子徳川頼宣が水戸徳川家を起こし水戸藩主となると、穴山遺臣の一部は水戸家臣となっている。その他のものは江戸へ召し寄せられた。
穴山信君正室の見性院は信吉の没後に家康・将軍徳川秀忠により保護され、武蔵国足立郡大間村木村500石を拝領し、江戸城田安門内の比丘尼邸で過ごした。慶長18年には秀忠の侍女・お静の方が懐妊し、男子幸松丸（保科正之）が誕生した。見性院は秀忠から幸松丸の養育を任せられ、元和3年に幸松丸は信濃高遠城主・保科正光の養子となる。見性院は元和8年（1622年）5月9日に死去。

## 河内領の支配
河内領は甲斐南部に位置し、甲府盆地南西縁で釜無・笛吹川が合流した富士川が南北に流れる。富士川流域に平坦地が広がるが領域の大半は山地で、木材をはじめとした天然資源に富み、富士川添いには甲斐・駿河間を結ぶ主要街道のひとつである駿州往還（河内路）が通り、通商の要衝でもあった。
河内領では南部氏時代に南部の南部氏館を中心とした支配が行われており、穴山氏の入部後は南部氏館が穴山氏館となり、引き続き支配拠点になっていたと考えられている。一方、下山は穴山氏が武田氏に従属した信友期に居館が移転され城下町が開発された新支配地で、信君期には完成・発展し商職人が集住し、甲斐・駿河方面から身延山久遠寺への参詣客も往来した。
下山は南部と比較して甲府に近いため武田宗家に従属した政治的背景を反映しているが、一方で駿河今川氏の政治的中心地である駿府へも近く、信友・信君期に穴山氏は今川氏と独自の外交関係を築いており、一定の自立性をもっていたことも指摘される。
一方、河内領の伝統的中心地であった南部には南部宿が存在する交通の要地で、穴山氏の直轄支配であったと考えられており、穴山氏の菩提寺である円蔵院の寺領も存在する。
河内領は大半が山地である地理的特徴から、木材資源の産出など山の生業が盛んで、薬袋の佐野氏など代官の存在も確認される。また、板材加工を担う山造や鷹の飼育、下山大工などの番匠、狩猟などの山の諸生業が存在した。
ほか、戦国期甲斐国・武田領国には黒川金山など多くの金山が開発されているが、河内領においても北部の早川流域に黒桂金山・保金山や湯之奥金山などが存在しており、信友・信君期に代官を通じた金の採掘が行われている。こうした山の生業を営む諸商職人は領主である穴山氏の被官となり奉公関係を結び、在地有力者は穴山家中を構成し、佐野氏らの家老も輩出している。

## 研究史
戦後には実証主義的手法による戦国大名武田氏の研究が本格化するが穴山氏を総合的に対象とした研究は少なく、武田宗家に関する論考や文献において概説的に触れられていた。
1961年には標泰江は基礎的な系譜考察を行っているほか、磯貝正義は1974年に『武田信重』において東国情勢における穴山氏の位置づけを試み、上杉禅秀の乱以降の甲斐国衆に関する研究を展開している秋山敬は武田親族衆としての穴山氏の位置づけを行った。
その後も穴山氏について武田宗家に関する文献において言及される状態が続いたが、須藤茂樹、柴辻俊六らにより領域支配の観点から信君・勝千代期の河内・江尻領支配の位置づけが試みられ、また戦後の戦国時代史研究の中核を無した戦国大名論研究においては、戦国大名の支配領域をひとつの領域国家として理解する説に対し、大名権力の独自性を否定し大名権力の淵源を室町期以来の守護公権として捉え戦国期を室町幕府の解体過程とする戦国期守護論や、戦国大名と同質の領域支配を行う国衆研究において、守護武田氏の穴山・小山田両氏の存在は注目され、矢田俊文らによる検討が行われる。
また、穴山氏の河内領支配は山村史の観点からも注目され、勝俣鎮夫や白水智により山林資源の利用・金山経営などに関する検討が行われた。なお、金山経営については湯之奥金山の総合調査が行われている。
1999年（平成11年）には『南部町誌』が刊行され、町誌編さん委員の平山優により国衆としての台頭から武田家臣時代、織田・徳川氏に帰属し天正壬午の乱を経て滅亡に至るまでの通史が記された。
その後、武田氏研究の進捗や新出資料の増加、『戦国遺文』武田氏編や『山梨県史』の刊行などを経て研究状況が整い、『県史』通史編2では黒田基樹により穴山氏・小山田氏の概説が行われている。
秋山敬は2009年に「穴山信懸」において、独自の推論を交えた信懸期における武田宗家との政治的関係について新見解を提言している。これに対して平山優は2011年に『南部町誌』執筆部分を増補改訂した『穴山武田氏』を刊行し、系譜的位置づけ信懸暗殺の政治的背景などについて反論を行っているほか、武田家臣団における親族衆の位置づけから信君の宗家からの離反や武田家再興に関して新見解を提唱しているほか、穴山遺臣の動向についても言及している。

## 一族
- 穴山義武
- 穴山満春（武田信元）
- 穴山伊豆守
- 穴山信介
- 穴山信懸（のぶとお）
- 穴山信綱
- 穴山信友
- 穴山信君（梅雪）
- 穴山勝千代（武田信治）

## 系図
穴山氏系図は確実なものでは穴山氏を単独で扱ったものは見られず、武田宗家系図に包含される。
武田系図では円光院武田系図のほか近世初頭に成立した系図が存在し、円光院武田系図では清和源氏・武田氏・逸見氏の系図に足利氏（室町将軍家・鎌倉公方家）の系図、武田信武以降の信縄までの甲斐武田宗家の系図、信君までの穴山系図、武田庶流今井氏の系図を組み合わせて武田系図が成立している。円光院武田系図には信虎・信玄・勝頼・信勝の宗家に続いて勝千代を記載した加筆部分があり、このことから円光院武田系図の成立は信君の没年である天正10年から勝千代の没年である天正15年の間に想定されると考えられている。
また、南松院武田系図は加筆以前の円光院武田系図を元に、信虎以降の武田宗家に勝千代の系譜と穴山氏に関係する詳細な注記を記載して成立したと考えられており、円光院武田系図の加筆部分や南松院武田系図の作成意図から、近世初頭の武田系図は穴山氏の由緒を誇張する意図が存在していたことが指摘されている。
```
　　　　　　 
武田信武

　　　　　　　　┣━━━━┓
　　　　　　 
穴山義武
　
武田信成

　　　　　　　　｜
　　　　　　　 
満春
（信成の孫、
武田信春
の子）
　　　　　　　　｜
　　　　　　　 
信介
（
武田信重
の子）
　　　　　　　　┃
　　　　　　　 
信懸

　　　　　　　　┣━━┓
　　　　　　　 
信綱
　
清五郎

　　　　　　　　┃
　　　　　　　 
信友

　　　　　　　　┣━━┓
　　　　　　　 
信君
　
信嘉
（信邦）
　　　　　　　　┃
　　　　　　　 
勝千代
（信治）
```